# Панферово
Панфёрово — деревня в Рязанском районе Рязанской области. Входит в Окское сельское поселение.

## География
Находится в центральной части Рязанской области на расстоянии приблизительно 22 км на юго-восток по прямой от вокзала станции Рязань I.

## История
На карте 1850 года показана как поселение с 17 дворами. В 1859 году здесь (тогда деревня Рязанского уезда Рязанской губернии) было учтено 10 дворов, в 1897 — 22.

## Население
Численность населения: 181 человек (1859 год), 184 (1897), 7 в 2002 году (русские 100 %), 23 в 2010.